# Rosamaria Montibeller
Rosamaria Montibeller, född 9 april 1994 är en volleybollspelare (högerspiker). Hon spelar i Brasiliens landslag och klubblaget Denso Airybees i Japan.
Montibeller spelade i sitt hemland fram till 2019 då hon började spela i Serie A1 i Italien, där hon stannade med olika klubbar fram till 2023 då hon började spela med sin nuvarande klubb. Med landslaget tog hon silver vid OS 2021 och brons vid OS 2024 samt silver vid VM 2022.